# Wemtinga
Wemtinga är en ort i Burkina Faso.   Den ligger i regionen Centre-Sud, i den centrala delen av landet, 50 km söder om huvudstaden Ouagadougou. Wemtinga ligger 348 meter över havet och antalet invånare är 765.
Terrängen runt Wemtinga är huvudsakligen platt. Wemtinga ligger uppe på en höjd. Närmaste större samhälle är Kombissiri, 11,1 km norr om Wemtinga.
Trakten runt Wemtinga består till största delen av jordbruksmark. Runt Wemtinga är det ganska tätbefolkat, med 120 invånare per kvadratkilometer.